# 人間文化研究機構
大学共同利用機関法人人間文化研究機構（にんげんぶんかけんきゅうきこう、英: National Institutes for the Humanities）は、東京都港区虎ノ門に本部がある大学共同利用機関法人である。現在の機構長は木部暢子。

## 概要
国立歴史民俗博物館、国文学研究資料館、国立国語研究所、国際日本文化研究センター、総合地球環境学研究所、国立民族学博物館の6つの機関から成り、総合研究大学院大学を構成する。また、モンゴル科学アカデミー歴史考古学研究所とフランス社会科学高等研究院の2つの海外機関に海外研究拠点（リエゾンオフィス）を開設している。

## 沿革
- 2004年 - 人間文化研究機構設立。初代機構長に石井米雄京都大学名誉教授が就任。
- 2008年 - 2代目機構長に金田章裕京都大学名誉教授が就任。
- 2009年 - 国立国語研究所が独立行政法人から機構に移管。
- 2014年 - 3代目機構長に立本成文京都大学名誉教授が就任。
- 2018年 - 4代目機構長に平川南国立歴史民俗博物館名誉教授が就任。
- 2022年 - 5代目機構長に木部暢子国立国語研究所名誉教授が就任。

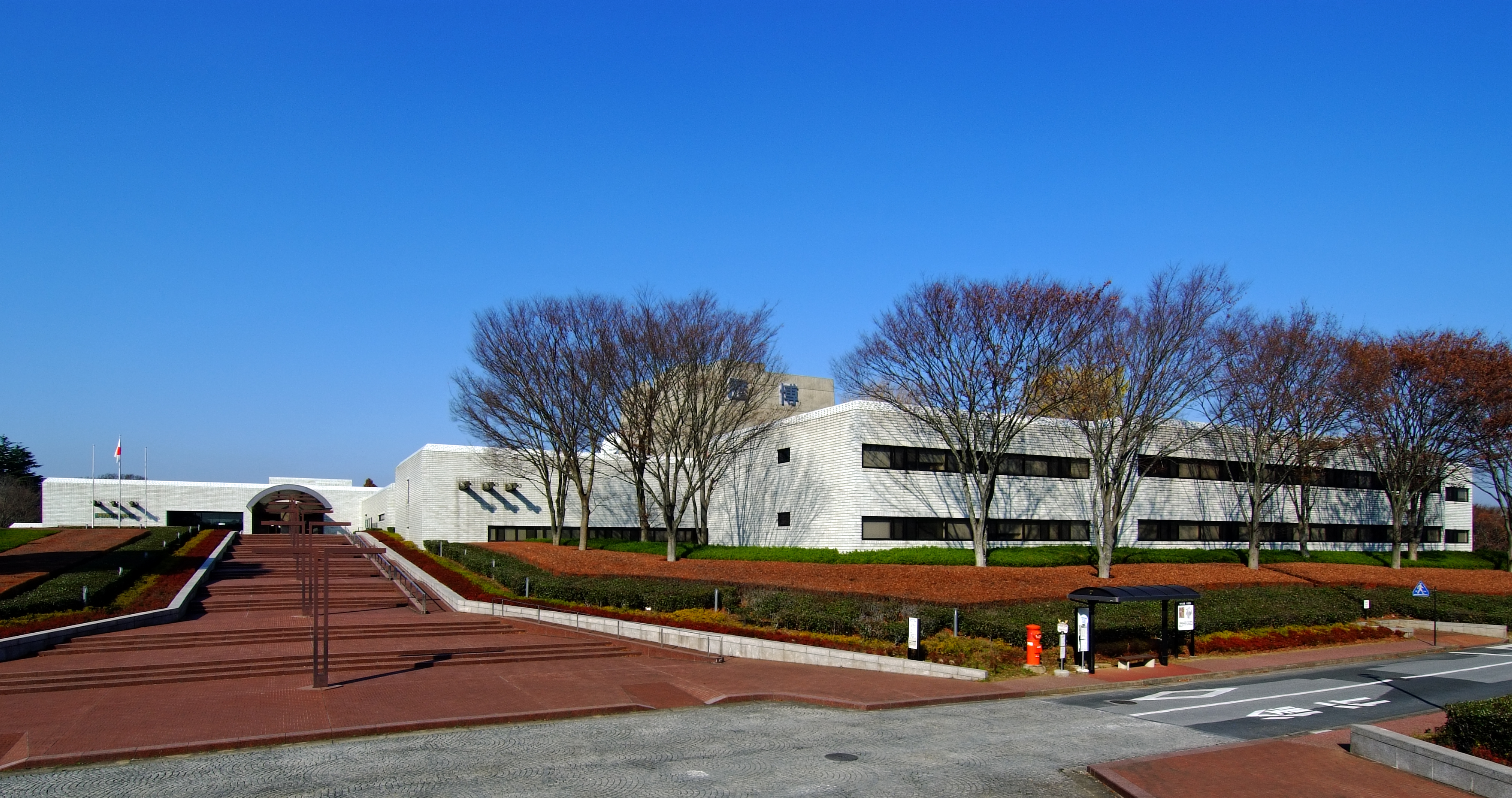
国立歴史民俗博物館
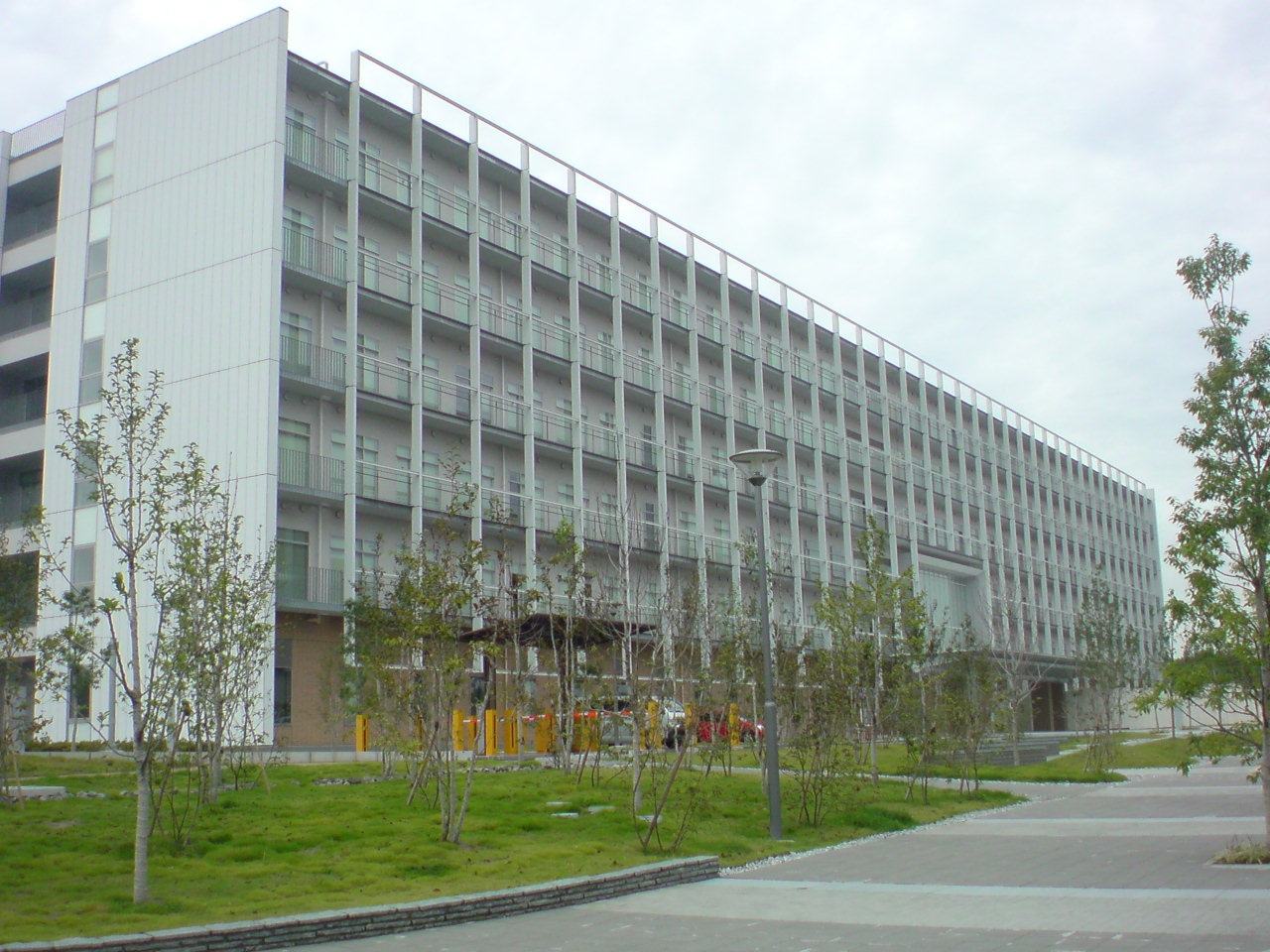
国文学研究資料館
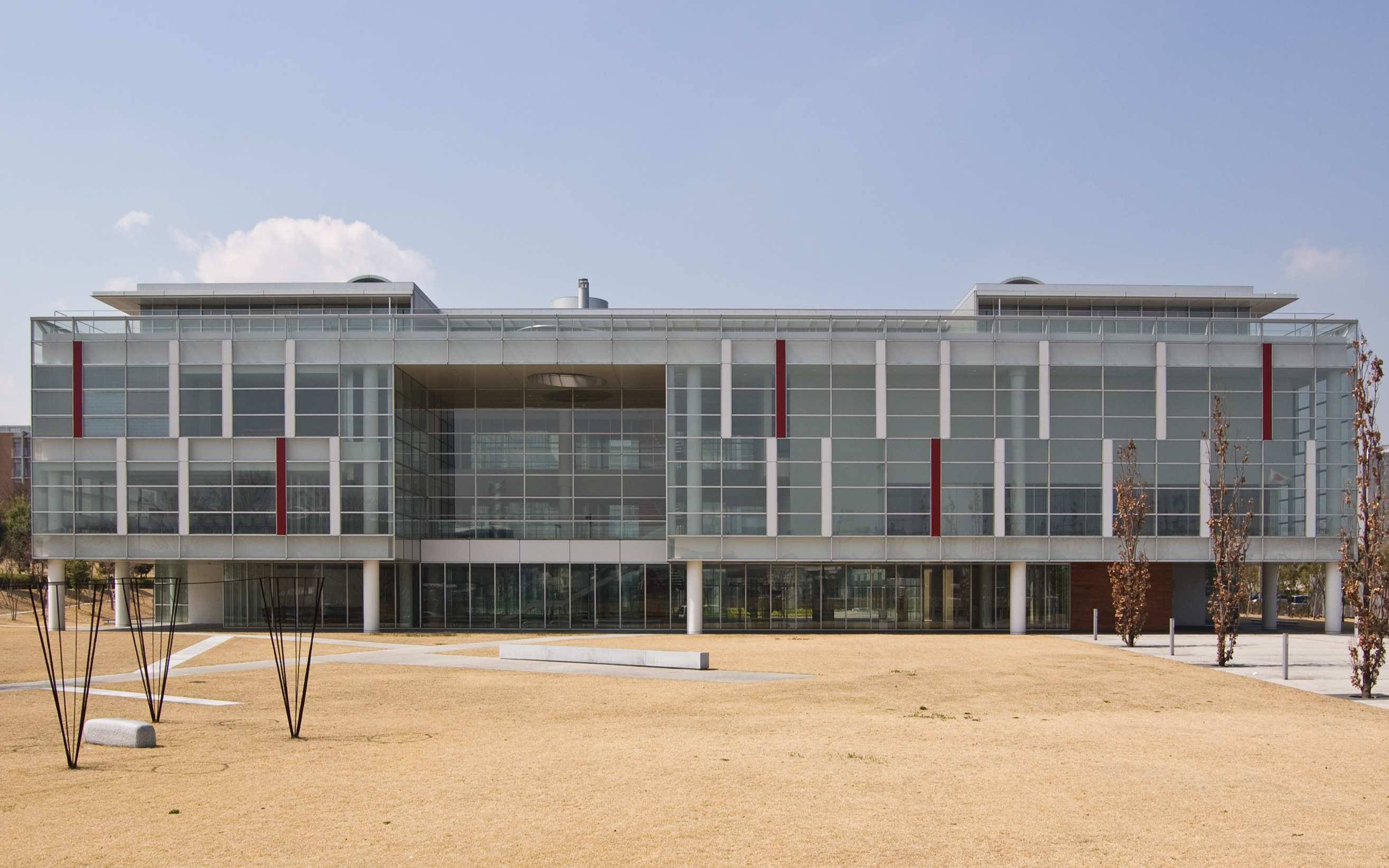
国立国語研究所
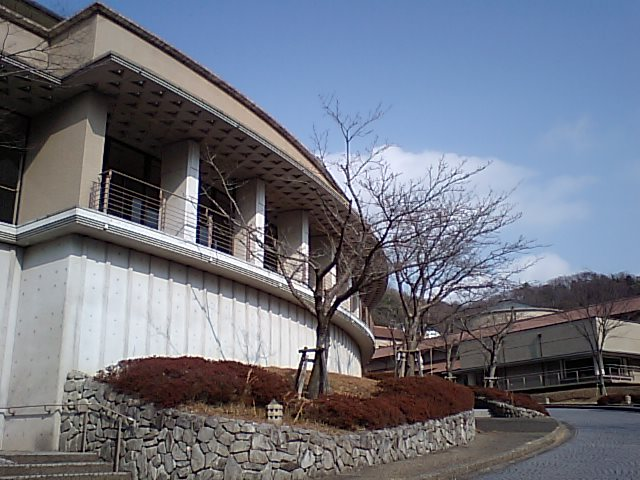
国際日本文化研究センター
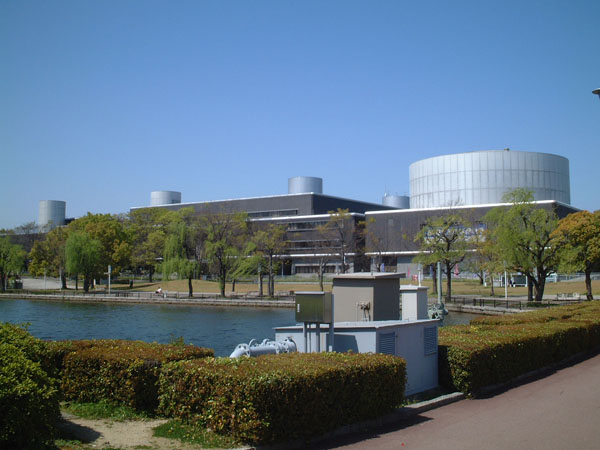
国立民族学博物館

## その他

### 紺綬褒章の申請対象となる公益団体の認定
- 本機構に対し、公益のために私財（例：個人の場合500万円以上）を寄附した者・法人を対象とした「褒章条例に関する内規第2条に基づく公益団体」として内閣府賞勲局より認定を受けている[3][4]。そのため、対象者・法人に対して紺綬褒章の授与申請が行える。